# 潘姓
潘姓是一個漢字姓氏，在《百家姓》中排名第43位。朝鮮半島及越南亦有潘姓氏族居住。

## 漢族潘姓

### 起源
潘氏來源如下：
- 一支源出於姬姓：周文王将其弟“季孫”，封在“潘”這個地方，季孫的後代就以潘為姓氏，稱為潘氏。
- 一支源出於羋姓：春秋时期，楚國的潘氏是楚国的王公贵族。

#### 家谱
- 山西：荥阳重修潘氏宗谱四卷、潘氏合谱一卷、潘氏族谱不分卷；
- 上海：潘氏家谱六卷；
- 江苏：山阳潘氏统宗谱十卷、山阳潘氏统宗谱十二卷、淮安潘氏续修宗谱、润东顺江洲潘氏宗谱四四卷、贤庄潘氏宗谱四卷、毗陵永宁潘氏续修宗谱十二卷、潘氏族谱十六卷、毗陵桃原里潘氏宗谱四毗陵棠林潘氏宗谱十二卷首一卷、潘氏宗谱三卷首一卷、荥阳潘氏家谱不分卷；
- 浙江：富桐潘氏宗谱八卷、萧邑崇化潘氏宗谱八卷首一卷、萧山钱清北祠潘氏宗谱六卷、慈溪潘氏宗谱四卷、吴兴纯孝里潘氏世谱、潘氏宗谱三卷、潘氏家谱不分卷、古溪潘氏家谱十二卷、东洋潘氏宗谱八卷、华墙潘氏家谱不分卷、临海潘氏宗谱四卷、荥阳潘氏宗谱二卷；
- 安徽：历阳潘氏宗谱四卷、庐江潘氏宗谱十四卷、新安潘氏宗谱四卷、新安潘氏宗谱不分卷、新安潘氏源流族谱、大阜潘氏族谱、潘氏支谱、六安潘氏宗谱十卷；
- 江西：万载湖源潘氏族谱三卷；
- 湖北：潘氏族谱四卷首一卷、潘氏宗谱十九卷、潘氏宗谱四十七卷、潘氏宗谱二卷、潘氏支谱四卷；
- 四川：蜀资潘氏族谱六卷、内江潘氏支谱

#### 郡望堂号
- 堂号："黄门堂"：晋代潘岳为河阳令，累官黄门侍郎，诗作是最好，和陆机合称"潘陆"。潘氏又以"荥阳"为其堂号。
- 郡望：广宗郡：东汉永元五年（公元93年）置县，治所在今河北威县东。隋仁寿元年（公元601年）避太广讳，改名宗城。十六国后赵为建兴郡治；
  - 北魏为广宗郡治。此支潘氏，出自潘勖之后，其开基始
  - 代广宗太守潘才。
  - 河南郡：汉高帝二年（公元205年）改秦三川郡治郡。此支潘氏，多出自鲜卑破多罗氏之后，其开基始为潘威。
- 荥阳郡：三国魏正始三年（公元242年）始置郡。此支潘氏，为汉献帝时的尚书左丞潘勖之族所在。
- 豫章郡：楚汉之际始置郡。此支潘氏，为潘崇之后。
- 江西广丰潘姓，因为黄巢之乱由安徽迁来的，曾在午桥公的时候经营广丰特产烟叶生意。

### 潘氏古墓
- （闽潘氏始祖墓）
- 地址：凤凰山街道白洋村潘墓前[原創研究？]

### 歷史
在中國民間，潘姓，一直是一個為人所熟知的姓氏，歷史上的著名美男子潘安，「步步生蓮花」的絕世美人潘妃，乃至專門跟楊家將作對的潘仁美等，都是老少咸知的著名人物。

#### 歷史悠久的古姓
潘姓是一個其有悠久歷史的中國姓氏，在三千年以前的春秋時代，就有人開始以潘為姓，且潘姓的始祖出身於周朝王室。
關於潘姓的姓源，《姓纂》上面是這樣記載的：「周文王后畢公之子季孫，食采于潘，因氏焉。有廣宗，河南兩望。」
畢公（畢公高）是周文王的第十五個兒子，被他當天子的兄弟武王封在畢地，也就是現在陝西省長安和成陽以北的一帶。後來，他又讓自己的兒子季孫食采于潘，於是，後來周文王的這一支子孫就按照當時的習慣，紛紛以國為氏，而為潘姓，潘姓的最早發源地，也在陝西的北部。大約四、五百年以後的春秋時代，南方的楚國又有人以潘為姓。根據《姓氏尋源》的記載：「楚公族羋姓之後，以字為氏，潘崇是也。」這一支潘氏，是顓頊帝高陽氏的後代，他們的發源地，大致是在今安徽、江蘇、浙江一帶。
分別發源於中國南方和北方的兩支潘氏，姓源雖然看起來有所不同，然而皆是黃帝軒轅氏的後代。因為，周文王是黃帝的姬姓嫡裔，而楚國所出的羋姓則是傳自黃帝之孫顓頊，在血統方面同出一源，沒有太大的分別。

#### 潘姓多源于楚國
不過，後世卻有許多人認為，中國的潘姓主要是源自南方的楚國，《通志氏族略》就是采認這種看法的，該書指出：「潘氏，楚之公族，未詳其始……晉亦有潘父，恐自楚往也。」
《通志》所持的這種看法，正確性可能是相當高的，因為，歷來在古籍上出現的春秋時代的潘姓古人，幾乎統統都是楚國的人物，譬如，《史記》所提到過的潘黨和潘尫，就全是楚國的大夫。所以，如果說以後中國的潘姓主要是曾經在春秋時稱霸的楚國的後代，應該也是未嘗不可。
潘黨和潘尫，是最早在中國歷史上出現的著名人物，不但證明了潘姓的古老，也留給了後世子孫無盡的光彩—潘黨，是楚國的大夫，也是一名勇猛的戰將，據傳，他與養由基練武不輟，深受楚王的激賞，曾經讚美他們說：「君有二臣如此，何憂于戰！」潘尫，則是曾經為楚莊王出奇計破滅庸國的大將。

## 朝鮮潘姓
潘（반）姓也是一個朝鮮族姓氏，分為巨濟（岐城）潘氏、光州潘氏、南平潘氏三個本貫。

### 本貫
雖然分為三個本貫，但皆同源。韩国潘氏的祖先是宋朝时候从福建前往高丽为官的潘文节、潘文壮兄弟，兄弟俩的父亲名字叫潘佑。潘佑字廷佐，南唐时任翰林学士、太师，生四子，分别为文焕、文振、文节、文壮。潘佑三子文节、四子文壮迁高丽国为官，为高丽潘姓开基祖。

## 越南潘姓
越南潘姓人口約占總人口的5%（2005統計）。

## 其他民族潘姓
- 出自北方鲜卑族：后魏时，代北鲜卑有姓破多罗者，后改潘氏。[2]
- 出自台灣原住民：在台灣，許多潘姓居民皆有原住民血統、甚至無漢人血統。此因早期漢人稱原住民為「番」，再轉為「潘」的緣故。

潘姓原不是平埔族的固有姓氏，據傳說潘姓的由來，是有位潘大老，從唐山來台灣平番（因是傳說，所以沒有明確的時間與姓名）。但其軍夫，都是招募平埔族人，後來相處久了，大家產生了感情，潘大老就說你們也沒有姓，不如就來跟我姓潘，大家同意了，這就是平埔族潘姓的由來。據說目前新北市石門區老梅、苗栗、屏東、埔里與北投潘姓的平埔族人，都是同一因緣而姓潘的。

## 備註
1. ↑  Template:Lê Trung Hoa (2005).《Họ và tên người Việt Nam》Hà Nội, Việt Nam: Nhà xuất bản Khoa học xã hội(Social Sciences Publishing House)
2. ↑  《魏書·官氏志》
3. ↑  潘：南北兩大淵源 - 大阜潘氏宗親網 的存檔，存档日期2015-02-22.

## 延伸阅读
[在维基数据编辑]
 《百家姓》
 《欽定古今圖書集成·明倫彙編·氏族典·潘姓部》，出自陈梦雷《古今圖書集成》